# Carlos Salomón
Carlos Salomón (Madrid, 1923-Santander, Cantabria, 1955) fue un poeta español, perteneciente al Grupo Proel.

## Biografía
Fue uno de los fundadores de la revista Proel, junto con José Hierro. Gerardo Diego calificó el título de su póstumo poemario La brevedad del plazo, como «verdaderamente impresionante». Manuel Arce le publicó su poesía en 1969, en su colección La isla de los ratones, antología de las poesías que más le gustaban a Salomón. Sus últimos versos fueron sobrios ejercicios que sitian la muerte, que es deseo, acercamiento y rechazo. Salomón ha sido elogiado por el periodista Jesús Pardo de Santayana. En buena medida, Salomón ha pasado al olvido, aunque una calle de Santander lleva su nombre, situada enfrente de la casa en la que vivió, el número 24 de la calle del Sol, la cual tiene junto al portal una placa en su memoria.

## Premios y distinciones
- Accésit en el Premio Adonis de Poesía (1957).

## Obras
- La brevedad del plazo.